# Alternaria stachytarpheticola
Alternaria stachytarpheticola är en svampart som beskrevs av E.G. Simmons 2007. Alternaria stachytarpheticola ingår i släktet Alternaria och familjen Pleosporaceae.   Inga underarter finns listade i Catalogue of Life.